# 열방대학
열방대학(University of the Nations, 약칭 U of N)은 142개국 600여개의 지역에 지부 캠퍼스를 두고 100개 언어 이상으로 된 학과 과정을 제공하고 있는 기독교 대학교로, 선교단체 예수전도단의 사역 중 하나이다.

## 개요
1978년에 ‘아시아-태평양 기독교 대학’(Pacific & Asia Christian University : PACU)이라는 이름으로 하와이 코나에 세워졌으며 1989년에 열방대학(U of N)으로 개칭하였고 모듈러 시스템(Modular System)으로써 전 세계 각 분교와 연계대학들이 모여 하나의 열방대학을 이룬다. 가장 큰 캠퍼스들은 미국 하와이의 코나섬, 제주특별자치도, 호주 퍼스, 스위스 로잔에 있다.
열방대학의 학과 과정들은 선교 활동을 효율적으로 하는 것에 목표가 맞추어져 있으며, 학교 설립 이념을 수행하는 데에 적절하고 효과적인 교육 모델들이 사용된다. 거의 모든 과정은 3개월의 강의와 3개월의 적용(현장실습, 전도여행)으로 구성되어 있다.

## 교육 기관
열방대학은 기독교 사역대학, 커뮤니케이션 대학, 상담 보건 대학, 교육대학, 인문 및 국제 연구대학, 예술 및 스포츠 대학, 과학 기술 대학의 총 7개 단과대학으로 구성되어 있다. 그 외 지역사회개발센터, DTS센터, 가정상담센터, 학생 이동화 센터, 제네시스센터가 학제적 과정을 제공하며, 이외 디지털커뮤니케이션센터, 리더십센터, 상담센터, 선교전략센터, 성경연구센터, 아트센터, 예배센터, 예배문화센터, 중보기도센터 등이 있으며 이 센터들은 각종 자료들과 아이디어들을 연구, 조사하여 제공한다.

## 예수제자훈련학교
열방대학에서 가장 중요한 과정은 예수제자훈련학교(DTS : Discipleship Training School)로서, 보통 12주의 강의와 12주의 전도여행을 통해 예수전도단에서 생각하는 이상적인 그리스도인의 기본을 가르치는 합숙과정이다. 이 과정을 완료한 사람만이 예수전도단의 간사로 헌신할 수 있으며, 이후 세컨드 스쿨(Second school)로 불리는 다양한 열방대학의 과정에 접수할 자격이 부여된다.
예수제자훈련학교는 다음과 같은 특성화된 과정을 가지고 있다.
- DTS (Discipleship Training School) : 일반인
- CDTS (Crossroad Discipleship Training School) : 35세 이상, 가족
- UDTS (University Discipleship Training School) : 대학(원)생

- BEDTS (Business Eagle Discipleship Training School) : 직장인
- PDTS (Pastor's Discipleship Training School) : 목회자

## 세컨드 스쿨
예수제자훈련학교를 이수한 학생들은 이후 세컨드 스쿨(Second school)이라고 불리는 다양한 학교 과정을 이수할 수 있다. 세컨드 스쿨을 지속적으로 이수하면 일정 학점 이상이 되었을 때 이 대학교의 준학사, 학사, 석사 학위를 수여받을 수 있다.
주요 세컨드 스쿨 과정은 다음과 같다.
- DBS (Discipleship Bible School) : 제자성경학교
- FCM (Foundations for Counseling Ministry) : 기초상담사역학교[1]
- FMS (Family Ministries School) : 가정상담사역학교[2]
- SBS (School Biblical Studies) : 성경연구학교
- BCC (Bible Core Course) : 성경연구학교 핵심과정[2]
- SOIWSW (School of Intercession Worship & Spiritual Warfare) : 중보기도학교
- SOFM(School of Frontier Mission) : 선교사훈련학교
- SOD(School of Design) I, II, Internship : 디자인학교
- SOW(School or Worship) : 예배학교
- WCC (Wooden Construction School) : 목조건축학교[2]
- 중독상담학교
- FAF (Fine arts Foundations) : 순수미술학교
- 기초교육학교
- 복음학교
- 지도자 훈련학교
- 총체적 선교 전략 학교
- 세계 선교관 세미나

## 학점 인정 문제
대한민국 내에도 제주 캠퍼스가 설치되어 운영되고 있지만, 교육인적자원부에 등록되어 있지 않아 대한민국 내에서는 학위를 인정받을 수 없으므로, 대한민국의 고등교육법이 규정하는 대학교라 볼 수 없다.